# GTPアーゼ
GTPアーゼはグアノシン三リン酸（GTP）を結合し加水分解する一群の酵素あるいはタンパク質で、非常に多数の種類がある。
GTPアーゼは正式にはグアノシン三リン酸フォスファターゼまたはグアノシントリフォスファターゼといい、加水分解酵素として分類されるが、一般の酵素のように基質であるGTPが結合後すぐに分解されるわけではなく、GTPおよびその加水分解産物であるグアノシン二リン酸（GDP）が結合した状態が比較的安定に存在し、それぞれが機能を有していろいろな細胞の調節を行う。そのため酵素という名前でなく、GTP結合タンパク質と呼ぶことも多い。EC番号3.6.5。反応の各段階（GTPの結合・GTPの加水分解・GDPの解離）が他のタンパク質、あるいはそれ自身の存在環境によって調節を受ける。

## 種類
次のような種類がある。
- Gタンパク質（狭義のGタンパク質：ヘテロ三量体型GTPアーゼ）
- 低分子量GTPアーゼ（Rasスーパーファミリー）
- リボソームの翻訳開始因子・伸長因子・終結因子
- タンパク質分泌シグナル配列認識粒子（SRP）
- ダイナミンスーパーファミリー
- チューブリン（細胞骨格の一種である微小管を形成する）

## 機能
チューブリンを除いては、GTPの結合・加水分解に関与する部分にはGドメインと呼ばれる共通性の高い構造がある。いずれもGTPの末端（γ位）のリン酸基を加水分解しGDPにする。この末端リン酸基の結合は高エネルギーリン酸結合であるが、そのエネルギーはATPアーゼのように輸送や運動（分子モーター）に直接用いられるのではなく、タンパク質のコンフォメーション変化に使われていると考えられる。機能からは次のように分けられる。
- 細胞内シグナル伝達：味覚・嗅覚・視覚などの感覚情報も含む。
- タンパク質の生合成と輸送
- 細胞骨格およびその調節
- 細胞分裂・分化の調節
- 細胞内の小胞輸送

Gタンパク質と低分子量GTPアーゼは、いずれもシグナル伝達等において分子スイッチとして働き、GTP結合状態（オンまたは活性化状態）から、GTPの加水分解を経て、GDP結合状態（オフまたは不活性化状態）へ、さらにGDPからGTPへの交換を経てGTP結合状態へと、一方向的に移行する。機能的には似ているので両者を合わせてGタンパク質と呼ぶこともある。狭義のGタンパク質はヘテロ三量体として膜上の受容体に結合し、下流の伝達経路へシグナルを送る。低分子量GTPアーゼには、伝達経路の途中で働くもの（がん遺伝子rasの産物）のほか、細胞内の小胞輸送や細胞骨格の調節において機能するものがある。ダイナミンスーパーファミリーも小胞輸送に関与する。